# Gröna göl
Gröna göl är en sjö i Vetlanda kommun i Småland och ingår i Emåns huvudavrinningsområde.